# Borbone di Spagna
I Borbone di Spagna, detti anche Borbone-Angiò, ramo dei Borbone discendente da Filippo V di Spagna, cadetto dei Borbone di Francia, costituiscono l'attuale casa reale del Regno di Spagna e regnano da più di 300 anni sul paese iberico, seppure con le seguenti  parentesi: occupazione napoleonica, con Giuseppe Bonaparte come sovrano, 1808-13; deposizione di Isabella II, 1868-74; Amedeo I d'Aosta sul trono, 1871-1873; Prima Repubblica spagnola, 1873-1874;  deposizione di Alfonso XIII, 14 aprile 1931, e Seconda Repubblica spagnola, 1931-1939;  regime franchista, 1939-1975.
Il ramo ebbe origine dagli esiti della Guerra di successione spagnola (1701-1715), che aveva visto diverse dinastie europee entrare in conflitto a seguito della decisione di Carlo II di Spagna, infermo e senza eredi, di affidare il trono spagnolo al pronipote Filippo d'Angiò, nipote di re Luigi XIV di Francia.

## Linea di discendenza
L'attuale re di Spagna, Filippo VI, discende da:
- Filippo V di Spagna (1683-1746), re di Spagna dal 1700 alla morte e fondatore della casata.
- Carlo III di Spagna, (1716-1788) figlio di Filippo V e della sua seconda moglie Elisabetta Farnese, divenne re di Spagna nel 1759, alla morte senza eredi del fratellastro Ferdinando VI, dopo essere stato duca di Parma (Carlo I di Parma dal 1732 al 1735) e Carlo VII di Napoli e re di Sicilia dal 1735 al 1759).
- Carlo IV di Spagna (1748-1819), figlio di Carlo III e di Maria Amalia di Sassonia, re di Spagna alla morte del padre, abdicò in favore del figlio nel 1808.
- Ferdinando VII di Spagna (1784-1833), figlio di Carlo IV e di Maria Luisa di Borbone-Parma, re di Spagna all'abdicazione del padre, perse il trono dopo pochi mesi per l'occupazione napoleonica e ritornò sul trono nel 1813.
- Isabella II di Spagna (1830-1904), unica figlia di Ferdinando VII e della sua quarta moglie, Maria Cristina di Borbone-Due Sicilie, regina di Spagna alla morte del padre, sotto la reggenza della madre, dichiarata decaduta nel 1868.
- Alfonso XII di Spagna (1857-1885), figlio di Isabella II e di Francesco d'Assisi di Borbone-Spagna, fu re di Spagna dopo la caduta della prima repubblica spagnola (1874).
- Alfonso XIII di Spagna (1886-1940), figlio postumo di Alfonso XII e di Maria Cristina d'Asburgo-Teschen, fu re di Spagna dalla nascita (prima del 1902 sotto la reggenza della madre) fino alla deposizione nel 1931.
- Giovanni, Conte di Barcellona (1913-1993), figlio terzogenito di Alfonso XIII e di Vittoria Eugenia di Battenberg, conte di Barcellona e pretendente al trono di Spagna dopo la rinuncia dei fratelli maggiori. Sposato con Maria Mercedes di Borbone-Due Sicilie, fu padre di re Juan Carlos I e nonno di Filippo VI.
- Juan Carlos I di Spagna (1938 - in vita), figlio di Giovanni di Borbone e di Maria Mercedes di Borbone delle Due Sicilie, fu Re di Spagna dalla morte di Francisco Franco nel 1975 fino alla sua abdicazione avvenuta nel 2014. Sposato con Sofia di Grecia, figlia primogenita del Re Paolo degli Elleni.

## Linea di successione
Juan Carlos I di Spagna, nato nel 1938 e re di Spagna dal 1975 al 2014 allorquando abdica in favore del figlio Felipe, ha sposato nel 1962 Sofia di Grecia. I loro figli sono:
- Infanta Elena di Spagna (Elena María Isabel Dominica de los Silos de Borbón y de Grecia, nata a Madrid il 20 dicembre del 1963), duchessa di Lugo e III nella linea di successione al trono;
sposa a Siviglia il 18 marzo del 1995 Jaime de Marichalar y Sáenz de Tejada (nato a Pamplona il 7 aprile del 1963), dopo il matrimonio duca di Lugo.
I loro figli sono:
  - Felipe Juan Froilán de Todos los Santos de Marichalar y de Borbón (nato a Madrid il 17 luglio del 1998) IV nella linea di successione al trono;
  - Victoria Federica de Todos los Santos de Marichalar y de Borbón (nata a Madrid il 9 settembre 2000), V nella linea di successione al trono.
- Infanta Cristina di Spagna (Cristina Federica Victoria Antonia de la Santísima Trinidad de Borbón y Grecia, nata a Madrid il 13 giugno del 1965), duchessa di Palma di Maiorca e VI nella linea di successione al trono dopo il fratello minore e la sorella maggiore e i rispettivi figli;
sposa a Barcellona il 4 giugno del 1997 Iñaki Urdangarin Liebaert (nato a Zumarraga, Gipuzkoa, il 15 gennaio del 1968), ex giocatore di pallamano, dopo il matrimonio duca di Palma di Maiorca.
I loro figli sono:
  - Juan Valentín de Todos los Santos Urdangarín y de Borbón (nato a Barcellona il 29 settembre del 1999), VII nella linea di successione al trono;
  - Pablo Nicolás Sebastián de Todos los Santos Urdangarín y de Borbón (nato a Barcellona il 6 dicembre del 2000), VIII nella linea di successione al trono;
  - Miguel Urdangarín y de Borbón (nato a Barcellona il 30 aprile del 2002), IX nella linea di successione al trono;
  - Irene Urdangarín y de Borbón (nata a Barcellona il 5 giugno del 2005, X nella linea di successione al trono.
- Filippo VI (Felipe Juan Pablo Alfonso y de la Santísima Trinidad y de Todos los Santos de Borbón y Grecia, nato a Madrid il 30 gennaio del 1968), è re di Spagna dal 2014. Sposa a Madrid il 22 maggio del 2004 Letizia Ortiz Rocasolano (nata a Oviedo il 15 settembre 1972), giornalista televisiva, dopo il matrimonio principessa delle Asturie.
Hanno due figlie:
  - Infanta Leonor di Spagna (Leonor de Borbón y Ortiz, nata a Madrid il 31 ottobre del 2005) prima nella linea di successione al trono, succederà al padre nel caso che questi non avesse figli maschi. In seguito alla sua nascita si parla di una revisione della Costituzione spagnola del 1978 per abolire la precedenza nella linea di successione dei figli maschi rispetto alle sorelle maggiori.
  - Infanta Sofía di Spagna (Sofía de Borbón y Ortiz, nata a Madrid il 29 aprile del 2007) seconda nella linea di successione al trono.

## Rappresentazione genealogica
```
  │

Luigi IX, 
il Santo
 (†1270), 
re di Francia
, e 
Margherita di Provenza

  │
  │      │
  │      ↓
  │ linea diretta dei capetingi (successore di Luigi IX in questa linea sarà
  │ 
Filippo III, detto 
l'Ardito
 (†
1285
)
  │
  │
  └──>
Roberto, conte di Clermont
 (†
1317
) e 
Beatrice di Borgogna-Borbone
,
      │ che conferirà al figlio Luigi il titolo di duca di Borbone
      │
      └──>
Luigi I di Borbone, detto 
il Grande
 (†
1342
)
          └──>
Pietro I di Borbone
 (†
1356
); ramo estintosi nel 
1503
 con 
Pietro II di Borbone

          │
          ↓
      linea dei duchi di Borbone fino a:
          │
          └──>
Antonio di Borbone-Vendôme
 (†
1562
), duca di Borbone
```

Antonio di Borbone-Vendôme sposò Giovanna d'Albret divenendo Re di Navarra
```
Antonio di Borbone e Giovanna d'Albret
  └──>
Enrico IV
 (†
1610
), re di Francia dal 
1589

      └──>
Luigi XIII, detto 
il Giusto
 (†
1643
)
          └──>
Filippo I di Borbone-Orléans
 (†
1701
), che diede origine al ramo Borbone-Orléans
          │     ed il cui discendente 
Luigi Filippo di Francia
, fu re di Francia dal 
1830
 al 
1848

          │
          └──>
Luigi XIV, detto 
il Re Sole
 (†
1715
)
              └──>
Luigi, il Gran Delfino
 (†
1711
)
                  └──>
Luigi, duca di Borgogna
 (†
1712
)
                  │   └──>
Luigi XV, detto 
il Beneamato
 (†
1774
)
                  │       │
                  │       ↓
                  │  segue la dinastia regale dei Borbone di Francia
                  │
                  └──> 
Filippo V di Spagna
 (†
1746
), capostipite dei Borbone di Spagna
                       └──>
Luigi di Spagna
  (†
1724
)
                       └──>
Ferdinando VI di Spagna
 (†
1759
)
                       └──>
Filippo I di Parma
 (20 marzo (
1720
 – 
1765
), capostipite
                       │    del ramo dei 
Borbone di Parma

                       └──>
Carlo III di Spagna
 (†
1788
), già 
duca Parma, Piacenza e Castro

                           │    e poi dal 
1735
  fino alla morte del fratello Ferdinando,
                           │    re delle Due Sicilie
                           └──>
Carlo IV di Spagna
 (
1808
, abdica)
                               └──>
Ferdinando VII di Spagna
 (†
1833
)
                               │   └──>
Isabella II di Spagna
 (
1870
, rinuncia)
                               │                   ↓
                               │        segue la dinastia in linea maschile
                               └──>
Carlo Maria Isidoro di Borbone-Spagna
, pretendente
                               │     al trono di Spagna secondo la Legge Salica dopo la morte
                               │     del fratello Ferdinando VII
                               └──>
Francesco di Paola di Borbone-Spagna
 (
1794
 – 
1865
)
                                   └──> 
Francesco d'Assisi di Borbone-Spagna
 (†
1902
),
                                          sposerà la cugina Isabella II di Spagna
                                          divenendo re consorte
```

Il regno di Ferdinando VII rimase interrotto dal 1808 al 1813, periodo nel quale fu Re di Spagna Giuseppe Bonaparte, fratello di Napoleone Bonaparte, che lo insediò sul trono manu militari. Privo di discendenti maschi, Ferdinando fece entrare in vigore la Prammatica sanzione, voluta dal padre Carlo IV ed approvata dalle Cortès il 30 settembre 1789 ma non ancora applicata, per ottenere il riconoscimento della figlia Isabella II di Spagna quale erede legittima al trono, in alternativa al fratello Carlo Maria Isidoro di Borbone-Spagna. Isabella dovette lasciare il trono a causa di una rivoluzione carlista a seguito della quale le Cortes optarono per affidare il regno spagnolo ad Amedeo di Savoia, il quale tuttavia, insediatosi il 2 gennaio 1871 rinunciò al trono appena due anni dopo (11 febbraio 1873). Proclamata la repubblica spagnola questa ebbe termine a fine 1874, quando Alfonso XII, figlio di Isabella II, salì al trono.
```
 
Ferdinando VII di Spagna
 (†
1833
)
 └──>
Isabella II di Spagna
 (
1870
, rinuncia), sposata al cugino Francesco d'Assisi di Borbone-Spagna
     └──> 
Alfonso XII di Spagna
 (†
1885
)
          └──>
Alfonso XIII di Spagna
 (
1941
, abdica a favore del figlio, ma è in esilio già dal 
1931
)
              └──>
Giovanni di Borbone-Spagna
 (
1977
, abdica)
                  └──>
Juan Carlos I di Spagna
, (
1975
,abdica)
                      └──> 
Filippo VI di Spagna
, attuale monarca.
```

## Genealogia parziale
Filippo V di Spagna (1683 - 1746) - sposò in prime nozze nel 1701 Maria Luisa di Savoia (1688 - 1714); sposò in seconde nozze nel 1714 Elisabetta Farnese (1692 - 1766):
- (I) Luigi I di Spagna (1707 - 1724) - sposò nel 1722 Luisa Elisabetta di Borbone-Orléans (1709 - 1742): senza discendenza
- Filippo (1709 - 1709)
- Filippo (1712 - 1719)
- Ferdinando VI di Spagna (1713 - 1759) - sposò nel 1729 Maria Barbara di Braganza (1711 - 1758): senza discendenza
- (II) Carlo IV di Spagna (1716 - 1788) - sposò nel 1738 Maria Amalia di Sassonia (1724 - 1760):
  - Maria Isabella (1740 - 1742)
  - Maria Giuseppina (1742 - 1742)
  - Maria Isabella (1743 - 1749)
  - Maria Giuseppina (1744 - 1801) - sposò nel 1765 Leopoldo II d'Asburgo-Lorena (1747 - 1792): con discendenza
  - Maria Luisa (1745 - 1792)
  - Filippo, duca di Calabria (1747 - 1777)
  - Carlo IV di Spagna (1748 - 1819) - sposò nel 1765 Maria Luisa di Borbone-Parma (1751 - 1819):
    - Carlo Clemente (1771 - 1774)
    - Carlotta Gioacchina (1775 - 1830) - sposò nel 1785 Giovanni VI del Portogallo (1767 - 1826): con discendenza;
    - Maria Luisa (1777 - 1782)
    - Maria Amalia (1779 - 1798) - sposò nel 1795 Antonio Pasquale di Borbone-Spagna (1755 - 1817)
    - Carlo Domenico (1780 - 1783)
    - Maria Luisa (1782 - 1824) - sposò nel 1795 Ludovico I di Etruria (1773 - 1803): con discendenza;
    - Carlo Francesco (1783 - 1784)
    - Filippo Francesco (1783 - 1784)
    - Ferdinando VII di Spagna (1784 - 1833) - sposò nel 1802 Maria Antonia di Borbone-Due Sicilie (1784-1806); in seconde nozze nel 1816 Maria Isabella di Braganza (1797 - 1818); sposò in terze nozze nel 1819 Maria Giuseppa Amalia di Sassonia (1803 - 1829); sposò in quarte nozze nel 1829 Maria Cristina di Borbone-Due Sicilie (1806 - 1878):
      - (II) Maria Luisa (1817 - 1818)
      - Maria Luisa (1818 - 1818)
      - (IV) Isabella II di Spagna (1830 - 1904) - sposò nel 1846 Francesco d'Assisi di Borbone-Spagna: con discendenza;
      - Luisa Ferdinanda (1832 - 1897) - sposò nel 1846 Antonio d'Orléans (1824-1890): con discendenza;

    - Carlo Maria, conte di Molina (1788 - 1855) - sposò nel 1816 Maria Francesca di Braganza (1800 - 1834); sposò in seconde nozze nel 1838 Maria Teresa di Braganza (1793 - 1874):
      - (I) Carlo Luigi, conte di Montemolin (1818 - 1861) - sposò nel 1850 Maria Carolina di Borbone-Due Sicilie (1820-1861)
      - Giovanni Carlo, conte di Montizon (1822 - 1887) - sposò nel 1847 Maria Beatrice d'Austria-Este (1824 - 1906):
        - Carlo Maria, duca di Madrid (1848 - 1909) - sposò nel 1867 Margherita di Borbone-Parma (1847-1893); sposò in seconde nozze nel 1894 Marie-Berthe de Rohan (1868 - 1945):
          - (I) Bianca (1868 - 1949) - sposò nel 1889 Leopoldo Salvatore d'Asburgo-Lorena (1863 - 1931): con discendenza;
          - Giacomo Pio, duca di Madrid (1870 - 1931)
          - Elvira (1871 - 1929), compagna di Filippo Maria Folchi-Vici (1861 - 1947): 
            - Giorgio (1900 - 1941) - sposò Marie Germaine Pilard (1894 - ?):
              - Beatrice (1931 - 2022)

            - León Fulco (1904 – 1962) - sposò Ana Vásquez Carrizosa (1906 - 1989)
            - Filiberto (1904 – 1968) - sposò Lucia Vásquez Carrizosa (1909 - 1986)

          - Beatrice (1874 - 1961) - sposò nel 1897 Fabrizio Massimo, principe di Roviano: con discendenza;
          - Alicia (1876 - 1975) - sposò in prime nozze Federico di Schonburg-Waldenburg, annullato nel 1903; sposò nel 1906 Lino del Prete (1877 - 1956): con discendenza;

        - Alfonso Carlo, duca di San Jaime (1849 - 1936) - sposò nel 1871 Maria das Neves di Braganza (1852 - 1941)

      - Ferdinando (1824 - 1861)

    - Maria Isabella (1789 - 1848) - sposò nel 1802 Francesco I delle Due Sicilie (1777 - 1830); sposò in seconde nozze nel 1839 Francesco del Balzo dei duchi di Presenzano, nobile di Capua (1805 - ?)
    - Maria Teresa (1791 - 1794)
    - Filippo Maria (1792 - 1794)
    - Francesco di Paola (1794 - 1865) - sposò nel 1819 Luisa Carlotta di Borbone-Due Sicilie (1804 - 1844); sposò nel 1852 Teresa de Arredondo y Ramirez de Arellano (1829 - 1863):
      - (I) Francesco d'Assisi (1820 - 1821)
      - Isabella (1821 - 1896) - sposò nel 1841 Ignacy Gurowski (1812 - 1888): con discendenza;
      - Francesco d'Assisi (1822 - 1902) - sposò nel 1846 Isabella II di Spagna (1830 - 1904):
        - Luigi Ferdinando (1849)
        - Ferdinando Francesco (1850)
        - Isabella, contessa di Girgenti (1851 - 1931) - sposò nel 1868 Gaetano di Borbone-Due Sicilie (1846 - 1871): con discendenza;
        - Maria Cristina (1854)
        - Margherita (1855)
        - Francesco Ferdinando (1856)
        - Alfonso XIII di Spagna (1857 - 1885) - sposò nel 1878 Maria de las Mercedes di Borbone-Spagna (1860 - 1878); sposò in seconde nozze nel 1879 Maria Cristina d'Asburgo-Teschen (1858 - 1929):
          - (II) Maria de las Mercedes (1880 - 1904) - sposò nel 1901 Carlo Tancredi di Borbone-Due Sicilie (1870 - 1949): con discendenza;
          - Maria Teresa di Borbone-Spagna (1882 - 1912) - sposò nel 1906 Ferdinando di Baviera (1884-1958): con discendenza;
          - Alfonso XIII (1886 - 1941) - sposò nel 1906 Vittoria Eugenia di Battenberg (1887 - 1969):
            - Alfonso (1907 - 1938) - sposò nel 1933 Edelmira Sampedro-Ocejo y Robato (1906 - 1994), divorziando nel 1937; sposò in seconde nozze nel 1937 Marta Esther Rocafort-Altuzarra (1913 - 1993), divorziando nel 1938;
            - Giacomo Enrico (1908 - 1975) - sposò nel 1935 Emanuela di Dampierre (1913 - 2012), divorziando nel 1947; sposò nel 1949 Charlotte Tiedemann (1919 - 1979):
              - (I) Alfonso (1936 - 1989) - sposò nel 1972 María del Carmen Martínez-Bordiú y Franco (1951 - viv.):
                - Francesco (1972 - 1984)
                - Luigi Alfonso (1974 - viv.) - ha sposato nel 2004 María Margarita Vargas Santaella (1983 - viv.):
                  - Eugénie (2007 - viv.)
                  - Louis (2010 - viv.)
                  - Alphonse (2010 - viv.)
                  - Henri (2019 - viv.)

              - Gonzalo (1937 - 2000) - sposò nel 1983 María del Carmen Harto y Montealegre (1947 - viv.), divorziando pochi mesi dopo; sposò in seconde nozze nel 1984 María de las Mercedes Licer y García (1963 - viv.), divorziando nel 1985; sposò nel 1992 Emanuela Patrolongo (1960 - viv.)
                - (natur.) Stephanie Michelle (1968 - viv.) - ha sposato nel 1995 Richard McMasters (1972 - viv.): con discendenza;

            - Beatrice (1909 - 2002) - sposò nel 1935 Alessandro Torlonia, V principe di Civitella-Cesi (1911 - 1986): con discendenza;
              - Ferdinando (1910)

            - Maria Cristina (1911 - 1996) - sposò nel 1940 Enrico Marone Cinzano (1895 - 1968): con discendenza;
            - Giovanni (1913 - 1993) - sposò nel 1935 Maria Mercedes di Borbone-Due Sicilie (1910 - 2000):
              -                 - Pilar, duchessa di Badajoz (1936 - 2020) - sposò nel 1967 Luis Gómez-Acebo y Duque de Estrada, visconte de la Torre (1934-1991): con discendenza;
                - Juan Carlos I (1938 - viv.) - ha sposato nel 1962 Sofia di Grecia (1938 - viv.):
                  - Elena, duchessa di Lugo (1963 - viv.) - ha sposato nel 1995 Jaime de Marichalar (1963 - viv.), divorziando nel 2010: con discendenza;
                  - Cristina, duchessa di Palma de Mallorca (1965 - viv.) ha sposato nel 1997 Iñaki Urdangarin (1968 - viv.), divorziando nel 2024: con discendenza;
                  - Filippo VI di Spagna (1968 - viv.) - ha sposato nel 2004 Letizia Ortiz (1972 - viv.):
                    - Leonor, principessa delle Asturie (2005 - viv.)
                    - Sofia (2007 - viv.)

                - Margherita, duchessa di Soria e Hernani (1939 - viv.) - ha sposato nel 1972 Carlos Zurita y Delgado (1943 - viv.): con discendenza;
                - Alonso (1941 - 1956)

              - Gonzalo (1914 - 1934)

          - (ill. con Elena Sanz y Martinez de Arrizala) Alfonso Sanz y Martinez de Arrizala (1881 - 1925) - sposò María de Guadalupe de Limantour y Mariscal (? - 1977): con discendenza;
          - (//) Fernando Sanz y Martinez de Arrizala (1881 - 1925) - sposò María Guadalupe Limantour Mariscal: con discendenza;

        - Maria de la Concepcion (1859 - 1861)
        - Maria de Pilar (1861 - 1879)
        - Maria de la Paz (1862 - 1946) - sposò nel 1883 Ludovico Ferdinando di Baviera (1859 - 1949): con discendenza;
        - Eulalia (1864 - 1958) - sposò nel 1886 Antonio d'Orléans (1866-1930): con discendenza;
        - Francesco d'Assisi (1866)

      - Enrico, duca di Siviglia (1823 - 1870) - sposò 1847 Elena María de Castellvi y Shelly (1821 - 1863):
        - Enrico Pio, duca di Siviglia (1848 - 1894) - sposò nel 1870 Josephine Parade (1840 - 1939):
          - Maria Luisa, duchessa di Siviglia (1868 - 1945) - sposò Juan Monclus Cabanellas (? - 1919)
          - Marta (1880 - 1928)
          - Enrichetta, duchessa di Siviglia (1885 - 1967) - sposò Francesco di Paola di Borbone y de la Torre (1882 - 1953): con discendenza;

        - Luigi (1851 - 1854)
        - Francesco (1853 - 1942) - sposò Maria Luisa de la Torre y Bassave (1856 - 1887); sposò poi Felisa de León y Navarro de Balboa (1861 - ?):
          - (I) Elena (1878 - 1936) - sposò José de Oltra y Fullana: con discendenza;
          - Maria Luisa Cristina (1880 - 1968) - sposò Diego Gonzalez-Conde y Garcia, marchese de Villamantilla de Perales (1876 - 1954): con discendenza;
          - Francesco di Paola (1882 - 1953) - sposò Enriqueta di Borbone y Parade, duchessa di Sevilla (1885 - 1967):
            - Isabella Francesca (1908 - 1974) - sposò Rinaldo Barucci Antolesei (1900 - 1956): con discendenza;
            - Francesco di Paola (1912 - 1995): con discendenza;

          - José Maria (1883 - 1962) - sposò María Luisa de Rich y Carbajo (1890 - 1926):
            - José Luis (1910 - 1936)
            - Maria Luisa (1911 - 1930)
            - Fernando (1913 - 1914)
            - Carlos Luis (1915 - 1978) - sposò María del Milagro de Oro y Fernández de Ceballos (1916 - 1993): con discendenza;
            - Alberto (1916 - 1997) - sposò María de los Dolores Campos Guerra:
              - altri 3 figli
              - Beatriz Eugenia (1949 - 2008): con discendenza;

            - Beatriz (1918 - 2000) - sposò Juan Ricoy Pereyra (1908 - 1964): con discendenza;
            - Alvaro (1922 - 2002): con discendenza;

          - Maria de los Dolores (1887 - 1985)
          - (II) Enrique Maria (1891 - 1936) - sposò Isabel de Esteban e Iranzo, contessa de Esteban (1894 - 1964):
            - Isabel, marchesa de Balboa (1918 - 2009)
            - Jaime (1921 - 1936)

          - Alfonso Maria, marchese de Squilache (1893 - 1936) - sposò Maria Luisa de Caralt y Mas (1898 - 1981):
            - Luis Alfonso (1927 - 1952)
            - un altro figlio

          - Blanca Maria (1898 - 1989) - sposò Luis de Figueroa Alonso-Martínez, conte de Romanones (1890 - 1963): con discendenza;

        - Alberto, duca di Santa Elena (1854 - 1939) - sposò Margarita d'Ast de Novelé (1855 - 1915); sposò in seconde nozze Clotilde Gallo y Díez de Bustamante (1869 - 1936):
          - (I) Isabel (1879 - 1966)
          - Maria Inmaculada (1880 - ?)
          - Alberto Maria, duca di Sant'Elena (1883 - 1959) - sposò Maria Luisa Pintò y Lecanda (1887 - 1977):
            - Alfonso Maria, duca di Sant'Elena (1909 - 1938) - sposò nel 1933 María de las Angustias Pérez del Pulgar y Alba, marchesa de Santa Fe de Guardiola (1906 - 1939):
              - Alberto Enrico, marchese de Santa Fe de Guardiola (1933 - 1995): con discendenza;
              - Maria de las Angustias, religiosa (1935 - ?)
              - Alfonso, duca di Sant'Elena (1937 - 2007) - sposò Ines de Medina y Atienza (1939 - 2008):
                - Alfonso (1963 - 2005): con discendenza;
                - altri due figli

            - Maria Luisa (1918 - ?) - sposò Nicolas Gereda y Bustamante (1916 - 1991): con discendenza;

        - Maria del Olvido (1863 - 1907) - sposò Carlos Fernández-Maquieira y Oyanguren (1855 - 1897): con discendenza;

      - Luisa Teresa, duchessa di Sessa (1824 - 1900) - sposò nel 1847 José María Osorio de Moscoso e Carvajal (1828 - 1881): con discendenza;
      - Duarte Filippo (1826 - 1830)
      - Giuseppina (1827 - 1910) - sposò nel 1848 José Güell y Rente (1815 - 1886): con discendenza;
      - Teresa (1828 - 1829)
      - Ferdinando (1832 - 1854)
      - Maria Cristina (1833 - 1902) - sposò nel 1860 Sebastiano di Borbone-Spagna (1811 - 1875): con discendendenza
      - Amalia Filippina (1834 - 1905) - sposò nel 1856 Adalberto di Baviera (1828-1875): con discendenza;

    - (II) Ricardo Maria (1852 - 1872), duca di San Ricardo
    - Fernando - sposò Agripina Moral: con discendenza;

  - Maria Teresa (1749 - 1750)
  - Ferdinando I delle Due Sicilie (1751 - 1825) sposò nel 1768 Maria Carolina d'Asburgo-Lorena (1752 - 1814); sposò in seconde nozze nel 1814 Lucia Migliaccio (1770 - 1826): con discendenza: Borbone delle Due Sicilie
  - Gabriele (1752 - 1788) - sposò nel 1785 Maria Anna Vittoria di Braganza (1768 - 1788):
    - Pietro Carlo (1786 - 1812) - sposò nel 1810 Maria Teresa di Braganza (1793 - 1874):
      - Sebastiano (1811 - 1875) - sposò in prime nozze nel 1832 Maria Amalia di Borbone-Due Sicilie (1818-1857); sposò in seconde nozze nel 1860 Maria Cristina di Borbone-Spagna (1833-1902):
        - (II) Francesco, duca di Marchena (1861 - 1923) - sposò María del Pilar de Muguiro y Beruete (1869 - 1929):
          - Maria Cristina, duchessa di Marchena (1889 - 1981) - sposò Leopold Herbert George Walford (1881 - 1955): con discendenza;
          - Elena (1890 - 1909)
          - Maria de los Angeles (1895 - 1964) - sposò Jan Ostrorog: con discendenza;

        - Pietro, duca di Durcal (1862 - 1892) - sposò nel 1885 Maria de la Caridad Madan (1867 - 1912):
          - Maria Cristina (1886 - 1985) - sposò Maurice Willem van Vollenhoven (1882 - 1976): senza discendenza
          - Maria Pia (1888 - 1969) - sposò Rafael Arturo Padilla Ávila (1885 - 1945); sposò poi Ramon de Achaval (1885 - 1971): con discendenza;
          - Fernando Sebastian, duca di Durcal (1891 - 1944) - sposò María Leticia Bosch-Labrús y Blat (1890 - 1944):
            - Maria Cristina, duchessa di Durcal (1913 - 2002) - sposò Antenor Patiño Rodríguez (1896 - 1982): con discendenza;
            - Leticia Fernanda (1915 - 2008) - sposò Paolo Venturi Ginori Lisci (1915 - ?): con discendenza;

        - Luigi, duca di Ansola (1864 - 1889) - sposò nel 1886 Ana Germana Bernaldo de Quirós (1866 - 1934):
          - Luis Alfonso, duca di Ansola (1887 - 1945) - sposò nel 1914 Beatrice Mary Harrington (1881 - 1971):
            - Luis Fernando (1920 - prima del 1951) - sposò Alina Vilches Morales (1925 - 1992)

          - Manfredo, duca di Ansola (1889 - 1979) - sposò nel 1920 Leticia Santa Marina (? - 1925); sposò nel 1950 Teresa Mariatequi (? - 1979)

        - Alfonso (1866 - 1934) - sposò 1929 Giulia Mendez-Morales, divorziando nel 1931;
        - Gabriel (1869 - 1889)

    - Maria Carlotta (1787 - 1787)
    - Carlo Giuseppe (1788 - 1788)

  - Maria Anna (1754 - 1755)
  - Antonio Pasquale (1755 - 1817) - sposò nel 1795 Maria Amalia di Borbone-Spagna (1779 - 1798): senza discendenza
  - Francesco Saverio (1757 - 1771)
- Francesco (1717 - 1717)
- Marianna Vittoria, regina del Portogallo (1718 - 1781) - sposò nel 1729 Giuseppe I del Portogallo (1714 - 1777): con discendenza
- Filippo I di Parma (1720 - 1765) - sposò nel 1739 Luisa Elisabetta di Borbone-Francia (1727 - 1759): con discendenza: Borbone di Parma
- Maria Teresa Raffaella, delfina di Francia (1726 - 1746) - sposò nel 1745 Luigi Ferdinando di Borbone-Francia (1729 - 1765): con discendenza
- Luigi Antonio, conte di Chincon (1727 - 1785) - sposò nel 1776 Maria Teresa de Vallebriga (1758 - 1820):
  - Luis María, cardinale e arcivescovo (1777 - 1823)
  - María Teresa, contessa di Chincon (1779 - 1828) - sposò nel 1797 Manuel Godoy (1767 - 1851): con discendenza
  - Maria Luisa (1780 - 1846) - sposò nel 1817 Joaquín José de Melgarejo, I duca di San Fernando de Quiroga (1780 - 1835): senza discendenza
- Maria Antonia, regina di Sardegna (1729 - 1785) - sposò 1750 Vittorio Amedeo III di Savoia: con discendenza